# DAS28
Der DAS28 (Disease Activity Score 28: score = Punktzahl/Auswertung; disease activity = Krankheitsaktivität) ist ein von der EULAR (The European League Against Rheumatism) entwickeltes und validiertes System zur quantitativen Beurteilung des Krankheitszustandes und -fortschritts einer rheumatoiden Arthritis. Er wird sowohl in der Patientenversorgung als auch in der klinischen Forschung eingesetzt.
Aufgrund der guten Nachvollziehbarkeit des DAS28 können unterschiedliche Untersucher die erhobenen Befunde miteinander vergleichen. Das wiederum ist die Grundlage für mehr Behandlungssicherheit, etwa bei der Frage nach der Wirksamkeit eines Medikaments.
DAS28-Werte gehen von 2,0 bis 10,0, wobei höhere Werte eine höhere Krankheitsaktivität widerspiegeln. Ein DAS28 unter 2,6 wird als Remission gewertet.
Der DAS28 ist die Weiterentwicklung des seit 1983 entwickelten DAS (bzw. DAS44), der aufwändiger in der Erhebung ist. "28" bezieht sich auf die Anzahl der untersuchten Gelenke (Finger-, Hand-, Ellenbogen-, Schulter- und Kniegelenke). Eine Variante ist der dreiparametrige DAS28, der keine Einschätzung des Krankheitszustandes beinhaltet. Eine Weiterentwicklung ist der DAS-CRP, der statt der Blutkörperchensenkungsgeschwindigkeit (BSG) den CRP-Wert als Entzündungsparameter beinhaltet. Er reagiert schneller auf kurzfristige Veränderungen.

## Parameter des DAS28
Folgende Parameter fließen in den DAS28 ein:
- Anzahl der druckschmerzhaften Gelenke (0-28; jeweils Messung an 28 von der EULAR  definierten Gelenken)
- Anzahl der geschwollenen Gelenke (0-28)
- Blutkörperchensenkungsgeschwindigkeit (mm/h)
- Einschätzungen des Krankheitszustandes/Aktivität der Krankheit durch den Patienten (0-100 mm VAS)

Der DAS28 wird nach folgender Formel berechnet:
{\displaystyle {\text{DAS28}}=0.56\cdot {\sqrt {\text{druckschmerzhafte Gelenke}}}+0.28\cdot {\sqrt {\text{geschwollene Gelenke}}}+0.70\cdot \ln({\text{BSG}})+0.014\cdot {\text{Krankheitszustand}}}
Nach Abschluss der Untersuchung wird das mit dieser Formel ermittelte Ergebnis mit einem Punktewert zwischen 0 und 10 beschrieben:
- ein Wert zwischen 0 und 3,2: fehlende bis geringe Krankheitsaktivität
- ein Wert zwischen > 3,2 und 5,1: mittlere Krankheitsaktivität
- Werte > 5,1: hohe Krankheitsaktivität

Für den DAS28 stehen standardisierte Erhebungsbögen und Berechnungshilfen zur Verfügung.